# William Morgan (Freimaurergegner)

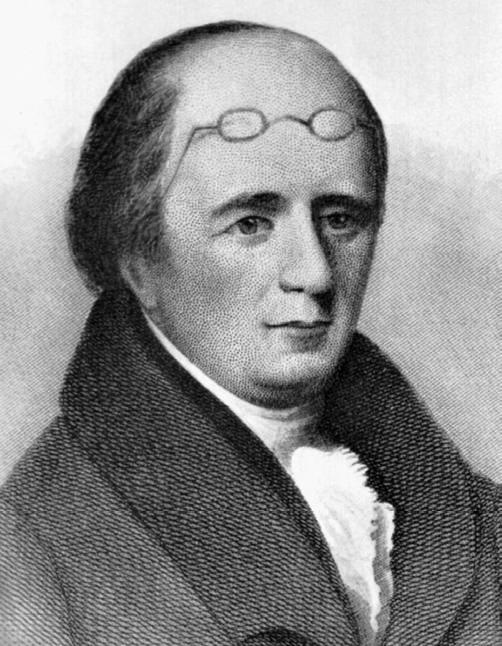
Abbildung von William Morgan

William Morgan (* 1774 in Culpeper, Colony of Virginia; verschwunden 1826 in der Nähe von Youngstown im Bundesstaat New York) war ein US-amerikanischer Maurer und Steinmetz. Er verschwand, nachdem er angekündigt hatte, ein Buch zu schreiben, in dem er die geheimen Rituale der Freimaurer zu enthüllen drohte, mit denen er als ehemaliges Mitglied in Konflikt geraten war. Sein Verschwinden und wahrscheinlicher Tod inspirierten das Entstehen der Anti-Masonic Party und führten zu einem großen Ansehensverlust für die Freimaurerei in den Vereinigten Staaten.

## Leben
Morgan wurde 1774 in der britischen Colony of Virginia geboren. Als sein Geburtsdatum wurde manchmal der 7. August angegeben, allerdings gibt es dafür keine eindeutigen Belege. Er arbeitete als Maurer und Steinmetz und eröffnete später mit seinen Ersparnissen ein Geschäft in Richmond. Morgan erzählte Freunden und Bekannten, dass er während des Britisch-Amerikanischen Kriegs von 1812 als Captain gedient habe, und seine Zeitgenossen scheinen diese Behauptung akzeptiert zu haben. Es ist allerdings keine Person aus Virginia mit diesem Namen dokumentiert, welche als Captain in diesem Krieg gedient hatte.
Im Oktober 1819, als er Mitte 40 war, heiratete Morgan die 19-jährige Lucinda Pendleton in Richmond, Virginia. Sie hatten zwei Kinder: Lucinda Wesley Morgan und Thomas Jefferson Morgan. Nach Morgans Tod soll Pendleton sich später den Mormonen angeschlossen haben und eine der Frauen des Mormonenpropheten Joseph Smith geworden sein. Zwei Jahre nach seiner Heirat zog Morgan mit seiner Familie nach York, in Oberkanada (heute Toronto), wo er eine Brauerei betrieb, die allerdings bei einem Brand zerstört wurde. Er kehrte mit seiner Familie in die Vereinigten Staaten zurück und ließ sich zunächst in Rochester und später in Batavia nieder, wo er erneut als Maurer und Steinmetz arbeitete.
Er soll in Kanada den Freimaurern beigetreten sein und später auch einer Loge in Rochester beigewohnt haben. Er behauptete mehrere Grade der Freimaurerei durchlaufen zu haben. Morgan versuchte erfolglos, bei der Gründung von Logen und Chaptern in Batavia mitzuhelfen bzw. diesen beizutreten, doch wurde ihm die Teilnahme von Mitgliedern verweigert, die seinen Charakter missbilligten und sogar seine Ansprüche auf Mitgliedschaft in der Freimaurerei in Frage stellten. Der verärgerte Morgan kündigte schließlich an, dass er eine Schrift mit dem Titel Illustrations of Masonry veröffentlichen würde, in dem er die geheimen Zeremonien der Freimaurer im Detail aufdecken wollte. Für die Veröffentlichung seines Textes wendete sich Morgan an David Cade Miller, einen lokalen Zeitungsverleger, wobei Morgan ein Viertel der Profite aus der Veröffentlichung versprochen wurde.
Die Ankündigung, über vertrauliche Zeremonien der Freimaurer zu sprechen, führte zu Verärgerungen bei der lokalen Loge. So veröffentlichten mehrere Mitglieder der Batavia-Loge eine Anzeige, in der sie Morgan anprangerten, weil er sein Schweigegelübde brechen würde. Es wurde auch versucht, Millers Druckerei in Brand zu setzen und dieser sah sich mit gerichtlichen Klagen konfrontiert. Am 11. September 1826 wurde Morgan wegen angeblicher Nichtzahlung eines Darlehens und Diebstahls verhaftet. Er wurde in Canandaigua inhaftiert, und als Miller davon erfuhr, beglich er Morgans Schuld, um seine Freilassung sicherzustellen. Morgan wurde freigelassen, dann aber erneut verhaftet und angeklagt, weil er angeblich eine Tavernenrechnung von zwei Dollar nicht bezahlt hatte. Eine Gruppe von Männern (mutmaßlich Freimaurer) sollen daraufhin die Frau des Gefängniswärters überzeugt haben, Morgan freizulassen.

### Verschwinden
Kurz nach seiner Freilassung aus dem Gefängnis verschwand Morgan. Es ist unklar, was genau geschah. Die allgemein akzeptierte Version der Ereignisse lautet, dass Morgan in einem Boot in die Mitte des Niagara-Flusses gebracht und über Bord geworfen wurde, wo er vermutlich ertrank, da er in der Gemeinde nie wieder gesehen wurde. Im Oktober 1827 wurde eine stark verweste Leiche an die Ufer des Ontariosees gespült. Viele vermuteten, dass es sich um Morgan handelte, und der Leichnam wurde als der seine begraben. Die Frau eines vermissten Kanadiers identifizierte die Kleidung der Leiche jedoch eindeutig als diejenige, die ihr Mann zum Zeitpunkt seines Verschwindens getragen hatte.
Schließlich wurde Eli Bruce, der Sheriff von Niagara County und ein Freimaurer, seines Amtes enthoben und wegen seiner Verwicklung in Morgans Verschwinden vor Gericht gestellt; er verbüßte 28 Monate im Gefängnis, nachdem er wegen seiner Rolle bei der Entführung Morgans und der Festhaltung gegen seinen Willen vor seinem Verschwinden wegen Verschwörung verurteilt worden war. Drei weitere Freimaurer verbüßten Haftstrafen für ihre Beteiligung an der Entführung Morgans, während andere Freimaurer aus Batavia jedoch vor Gericht freigesprochen wurden. Um den Verbleib von Morgan aufzuklären, bildeten Bürger sogenannte Morgan Committees, deren Bemühungen von hochrangigen Freimaurern allerdings sabotiert worden sein sollen.
Die Freimaurer leugneten die Ermordung Morgans und behaupteten, sie hätten ihm 500 Dollar gezahlt, damit er das Land verlasse. Es gab später Berichte über Sichtungen von Morgan, welche jedoch unbestätigt blieben. Unbestätigten Gerüchten zufolge hatte Morgan eine neue Identität angenommen und sich in Kanada oder auf den Cayman-Inseln niedergelassen, wo er als Pirat gehängt worden sein soll. Der New Yorker Gouverneur DeWitt Clinton, ebenfalls Freimaurer, setzte eine Belohnung von 1.000 Dollar für Informationen über Morgans Verbleib aus, die jedoch nie in Anspruch genommen wurde. Sein Verbleib blieb ein Rätsel.

## Folgen von Morgans Verschwinden
Die Umstände von Morgans Verschwinden und die geringe Strafe, die seine Entführer erhielten, sorgten für öffentliche Empörung. Morgan wurde zu einem Symbol für das Recht auf freie Meinungsäußerung und Pressefreiheit. In New York und den Nachbarstaaten kam es zu Protesten gegen Freimaurer. Mitglieder der Freimaurer leugneten die Taten der Entführer, aber alle Freimaurer standen nun unter Verdacht. Diese Stimmung inspirierte 1828 die Gründung der populistischen Anti-Masonic Party als erste Drittpartei in der Geschichte der USA. Zahlreiche Politiker und Geistliche sprachen sich nun öffentlich gegen die Freimaurerei aus, was diese in eine tiefe Krise stürzte. Die Mitgliederzahlen der Freimaurer gingen in den 1820er und frühen 1830er Jahren drastisch zurück; die Zahl der Mitglieder halbierte sich fast, und ein Jahrzehnt lang wurden fast keine neuen Logen eröffnet.

## Werke
- Illustrations of masonry, by one of the fraternity. 1827 (englisch).